# IX Esposizione internazionale d'arte di Venezia

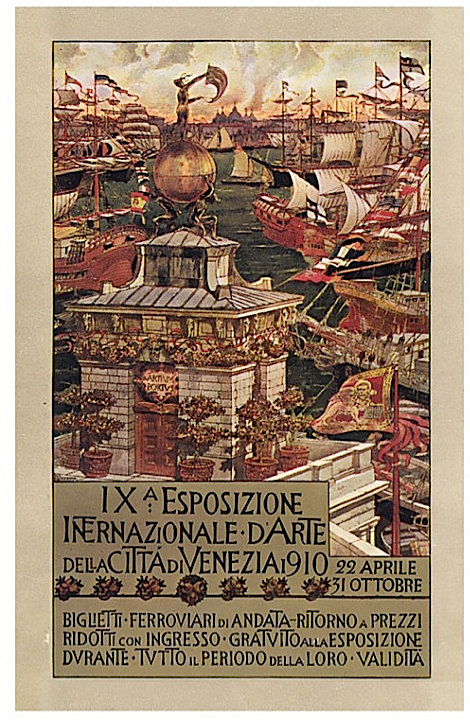
IX Biennale di Venezia del 1910

La IX edizione dell'Esposizione Internazionale d'Arte si è svolta a Venezia dal 22 aprile al 31 ottobre del 1910.
L'edizione del 1910 fu anomala perché venne anticipata di un anno rispetto alla cadenza naturale che la avrebbe collocata nel 1911, in modo da evitare che la manifestazione si sovrapponesse con l'Esposizione d'Arte programmata a Roma per il 1911.

## Giuria[2]
- Filippo Grimani, Presidente dell'Esposizione;
- Antonio Fradeletto, Segretario Generale;

## Mostre personali
- Onorato Carlandi, con la mostra Impressioni della campagna inglese e della campagna romana;
- Adolphe Monticelli
- Alfred Roll
- Francesco Paolo Michetti
- Francesco Sartorelli
- Giuseppe Miti-Zanetti
- Gustave Courbet
- Gustav Klimt
- Italico Brass
- John Lavery
- Jozef Israëls
- Ludwig Dill
- Oskar Zwintscher
- Pierre Auguste Renoir
- Pietro Fragiacomo
- Ferruccio Scattola, con la mostra Paesaggi e visioni umbre e toscane;
- Joseph Pennell, con la mostra Paesi vecchi e paesi nuovi;

## Partecipazioni nazionali
La 9ª Esposizione Internazionale D'Arte ha visto la partecipazione dei seguenti padiglioni
1. Belgio, commissari Charles Masson e Léonce Bénédite;
2. Regno Unito, commissari Thomas Lane Devitt, Sam Wilson, Robert Alfred Workman, Marcus Bourne Huish e Paul George Konody;
3. Ungheria, commissari Géza De Paur e Robert Nadler;
4. Baviera, commissari Hugo von Habermann e Josef Damberger;